# 重和
重和（1118年十一月—1119年正月）是宋徽宗赵佶的第五個年号。北宋使用这个年号共2年。

## 年號含義
意為和之又和。

## 改元
- 政和八年——十一月一日，有詔改元重和。[2][3]
- 重和二年——二月一日，有詔改元宣和。[4][5]

## 紀年對照表
| 重和 | 元年   | 二年   |
| ---- | ------ | ------ |
| 公元 | 1118年 | 1119年 |
| 干支 | 戊戌   | 己亥   |

## 大事记
- 重和元年——北宋与金约盟攻辽。
- 重和二年——宋江在中国北部造反。
- 重和二年——开封大水。

## 出生
- 重和二年六月五日——岳云，南宋将军

## 同期存在的其他政权年号
- 中國
  - 天慶（1111年－1120年）：遼朝—遼天祚帝耶律延禧之年號
  - 天輔（1117年－1123年）：金朝—金太祖完顏阿骨打之年號
  - 雍寧（1114年－1118年）：西夏—夏崇宗李乾順之年號
  - 元德（1119年－1127年）：西夏—夏崇宗李乾順之年號
  - 文治（1110年－1121年）：大理—段正嚴之年號
- 越南
  - 會祥大慶（1110年－1119年）：李朝—李乾德之年號
- 日本
  - 元永（1118年－1120年）：日本鳥羽天皇年号

## 深入閱讀
- 李崇智. . 北京: 中華書局. 2004年12月. ISBN 7101025129.
- 鄧洪波. . 臺北: 國立臺灣大學東亞經典與文化研究計劃. 2005年3月  [2021-11-19]. ISBN 9789860005189. （原始内容 (pdf)存档于2007-08-25）.

| 前一年號： 政和 | 北宋年号 | 下一年號： 宣和 |